# Chevsureti Aragvi

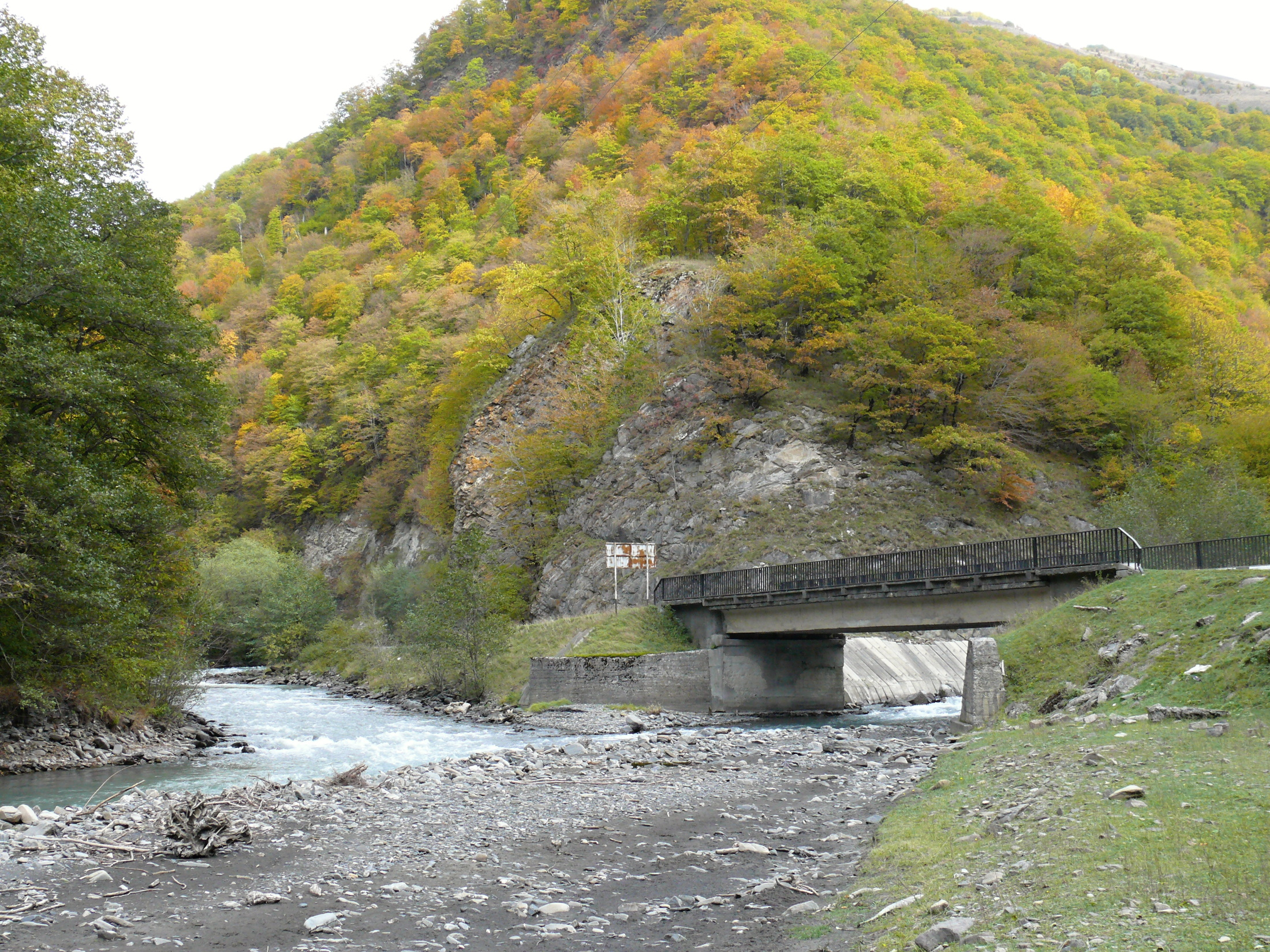
Soutok s Pšavi Aragvi

Chevsureti Aragvi (gruzínsky ხევსურეთის არაგვი, Chevsuretis Aragvi) je pravý přítok řeky Pšavi Aragvi v gruzínském kraji Mccheta-Mtianetie.

## Průběh toku
Pramení na jižním svahu hlavního kavkazského hřebene. Protéká převážně jižním směrem horským údolím, než vyústí do od východu přitékající Pšavi Aragvi. Údolí Chevsureti Aragvi tvoří část historického regionu Chevsuretie.
Pravé přítoky jsou Blosckali (ბლოსწყალი) a Roškisckali როშკისწყალი, levé Gudanischala გუდანისჭალა a Likikischevi ლიქოკისხევი.

## Vodní stav
Chevsureti Aragvi má délku 24 km, odvodňuje území o rozloze 305 km². Střední průtok činí 7,9 m³/s.
Zdrojem vody je tající sníh, srážky a spodní voda. Na jaře a v létě způsobuje záplavy. V zimě trpí nedostatkem vody.

## Opuštěná stavba tunelu

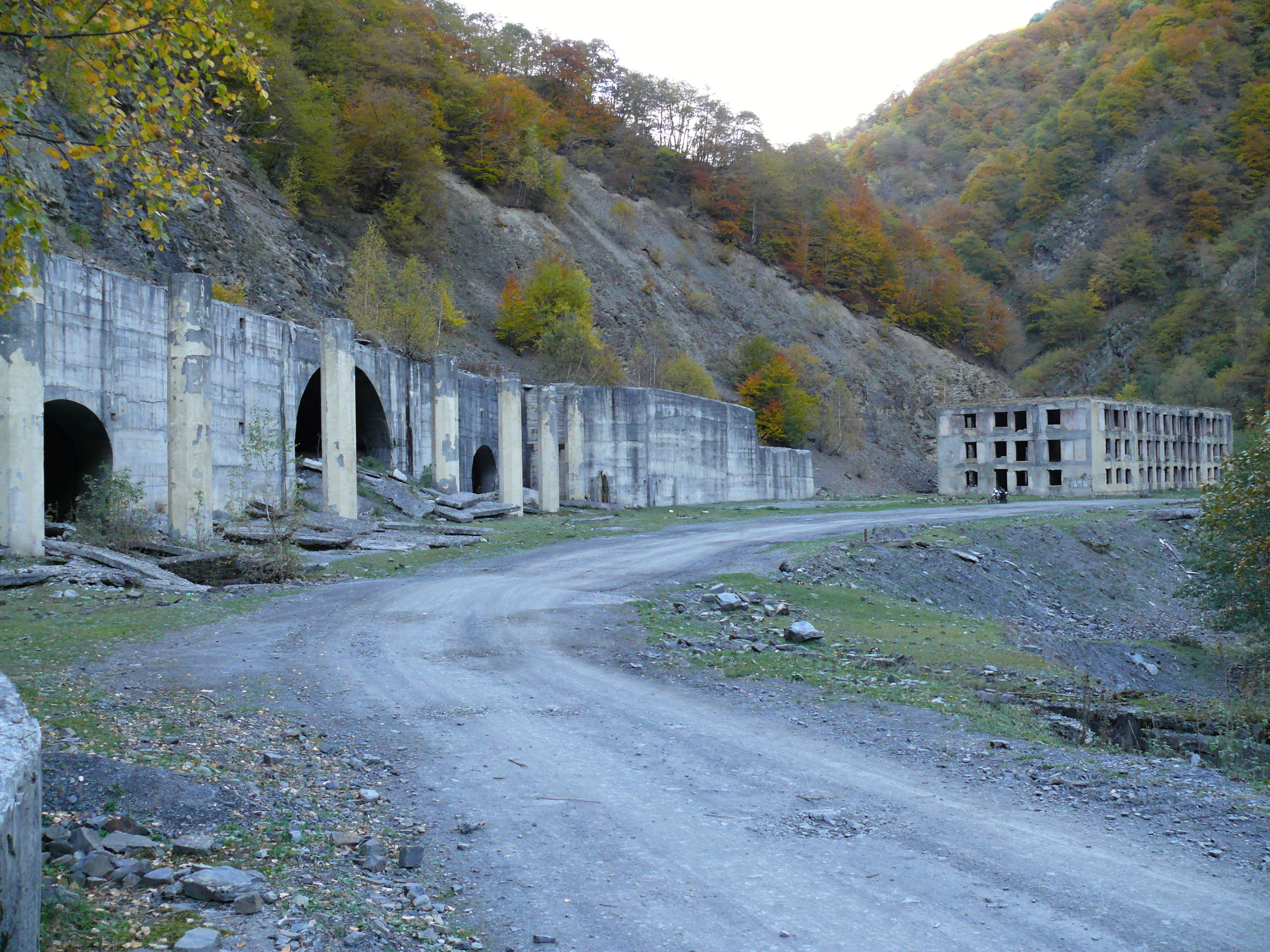
Opuštěná stavba železničního tunelu v údolí řeky

Údolím řeky byla plánovaná výstavba železniční tratě Tbilisi – Vladikavkaz. Nedaleko vesnice Korša bylo v roce 1984 přeloženo koryto řeky, postavena administrativní budova a zahájena ražba 24 km dlouhého tunelu pod hlavním kavkazským hřebenem do údolí řeky Těrek, kde měl tunel vyústit u vesnice Arkhoti. Tunel měl tři tubusy, jeden obousměrný trakční uprostřed a dva servisní tubusy po stranách. Ražba byla zastavena v roce 1988 kvůli hospodářskému kolapsu Sovětského svazu, když trakční tunel byl dlouhý 20 m a servisní tunely 60 až 70 m.